# Monte Zatta
Der Monte Zatta (im Ligurischen: Sàtta) ist ein 1404 m s.l.m. hoher Berg des Ligurischen Apennins der mit seiner Höhe eine Barriere zwischen dem Ligurischen Meer und dem Avetotal bildet. Der Berg selbst besitzt keinen einzelnen Gipfel, sondern besteht aus einem langen Berggrat mit einigen markanten Höhenpunkten, wie dem Monte Zatta di Ponente (1355 Meter), Monte Zatta di Levante (1404 Meter) und dem Monte Prato Pinello (1390 Meter).
Von der Regionalhauptstadt Genua ist der Berg über die Autobahn A12 zu erreichen. Nach der Autobahnabfahrt Lavagna führt eine Straße durch das Val Fontanabuona und Val Graveglia bis zum Passo del Biscia (892 Meter), von wo der letzte Abschnitt des Höhenwanderwegs Cinque Terre (AV5T) zum Gipfel führt. Weitere Ausgangspunkte zur Besteigung sind beim Passo del Bocco (956 Meter) in der Metropolitanstadt Genua und beim Passo di Colla Craiola (905 Meter) in der Provinz La Spezia.
Der 35. Abschnitt des Ligurischen Höhenwegs, der auf 440 Kilometern Länge Ventimiglia mit Ceparana verbindet, führt am Monte Zatta vorbei.